# Xa khơi
Xa khơi là một ca khúc của nhạc sĩ Nguyễn Tài Tuệ. Ca khúc ra đời năm 1962, nhanh chóng giành được sự yêu thích của công chúng trên sóng phát thanh tuy nhiên đến năm 1975 mới phổ biến rộng rãi. Xa khơi mang đậm chất dân ca Trung Bộ, trữ tình, mênh mang. Ca khúc được viết như lời tâm sự của một cô gái trong lúc xa khơi, gửi lời nhớ thương tới người "anh" đang ở bên kia vĩ tuyến. Bài hát thể hiện khát vọng thống nhất đất nước lúc bấy giờ.
Đây là một trong những ca khúc kinh điển của thanh nhạc cách mạng Việt Nam và được nhiều nữ nghệ sĩ thể hiện. Đặc biệt, Xa khơi gắn liền với tên tuổi của Nghệ sĩ Nhân dân Lê Dung và ca sĩ Tân Nhân.

## Hoàn cảnh ra đời
Nhạc sĩ Nguyễn Tài Tuệ (sinh năm 1936 tại Thanh Chương, Nghệ An) chủ yếu soạn nhạc không lời và nhạc giao hưởng. Ông viết không nhiều ca khúc, và cũng có ít ca khúc được nhiều người biết như Xa khơi, Tiếng hát giữa rừng Pắc Bó, Mùa xuân gọi bạn, Tiếng hát gửi Noọng. Xa khơi có thể coi là một sáng tác để đời của ông.
Xa khơi viết vào giai đoạn sau khi kết thúc Kháng chiến chống Pháp, đất nước bị chia làm hai miền. Ca khúc được bắt đầu được hình thành từ năm 1956-1957, lúc nhạc sĩ đi thực tế tại miền Trung:
Những năm 1956 - 1957, Nguyễn Tài Tuệ đã đi thực tế ở khu vực cầu Hiền Lương, Cửa Tùng và đảo Cồn Cỏ... Nhà thơ Lưu Trọng Lư dẫn đầu đoàn văn nghệ sĩ, họ sống ở bên này sông Bến Hải hàng tháng trời.
Lúc đó, khó khăn chồng chất khó khăn, đất nước bị chia cắt gây đôi miền. Cảnh chiều chiều vợ ra bến ngóng chồng, ông ra sông ngóng cháu từ phía bên kia. Những đôi trai gái chưa kịp cưới nhau đã phải chia lìa để cứ chiều chiều đứng bên này khoát nón sang bên kia gọi nhau mà không thể gần nhau được.
Nguyễn Tài Tuệ tự hỏi mình: "Ngoài biển kia con cá nục đến con cá măng còn đi đi lại lại, bay nhảy thoải mái giữa 2 miền, tại sao con người lại bị ngăn cách? Và, ông lấy khát vọng thống nhất đất nước làm chủ đề bài hát này".
Đến năm 1962, khi có cuộc thi sáng tác hưởng ứng tiếng trống Đồng khởi miền Nam, nhạc sĩ mới viết ca khúc này. Khi tham dự cuộc thi, ca khúc lại bị đánh giá là thiếu tính tư tưởng, thiếu tính sản xuất, nhạc sĩ cũng bị kiểm điểm, chỉ trích. Nhưng khi phát trên sóng của Đài Tiếng nói Việt Nam với giọng hát Tân Nhân, ca khúc lại được thính giả rất yêu thích. Kết cục, bài hát đoạt giải nhì, không có giải nhất.
Nhưng do lý do trên, đến sau năm 1975 Xa khơi mới được phổ biến rộng rãi.

## Ca sĩ thể hiện
Ca khúc được viết cho giọng nữ cao, mang chất dân ca Trung Bộ, do đó chỉ được các nữ ca sĩ thể hiện. Đây được coi là ca khúc kinh điển của thanh nhạc, nên nhiều ca sĩ đã thể hiện ca khúc này. Ca khúc còn xuất hiện nhiều lần trong các cuộc thi Sao Mai, Tiếng hát truyền hình các tỉnh và các cuộc thi âm nhạc khác. Những nghệ sĩ nổi tiếng đã từng thể hiện ca khúc này như: Tân Nhân, Tường Vi, Thanh Huyền, Hương Loan, Lê Dung, Thu Hiền, Anh Thơ, Tân Nhàn...
Tân Nhân (1932 - 2008) là nghệ sĩ ưu tú, nổi tiếng vào thập niên 1950-1960. Bà được nhiều người coi là ca sĩ đã thể hiện Xa khơi thành công nhất. Bản thu Xa khơi dưới sự thể hiện của bà (đệm piano Hoàng My) là bản thu được phổ biến rộng rãi trên sóng phát thanh của Đài tiếng nói Việt Nam.